# Pathologies oculaires par mutation du gène SOX2

Les pathologies oculaires par mutation du gène SOX2 comprennent l'absence d'œil ou anophtalmie et/ou une microphtalmie sévère et bilatérale reconnaissable dès la naissance ou détectable lors de l'échographie anténatale. Les autres anomalies décrites sont : une atrésie de l'œsophage, des malformations cérébrales et des anomalies des organes génitaux externes chez le garçon.
Les caractéristiques cliniques de cette maladie sont :
- Anophtalmie (absence d'un œil ou des deux yeux) ou microphtalmie bilatérale
- Trouble de l'apprentissage
- Croissance pondérale post natale insuffisante
- Cryptorchidie ou micro pénis chez les garçons

C'est une pathologie très rare puisque seulement dix cas sont connus actuellement.

## Sources
- (en) David R Fitzpatrick « SOX2-Related Eye Disorders » in GeneTests: Medical Genetics Information Resource (database online). Copyright, University of Washington, Seattle. 1993-2006 PMID 20301477